# Randsfjorden
Randsfjorden je četvrto po veličini jezero u Norveškoj, nalazi se u središnjoj Norveškoj u okrugu Oppland. Prostire se u općinama Gran, Jevnaker, Nordre Land i Søndre Land. Površina jezera je 138 km2, volumen 7.31 km3, dubina 120 metara, a nalazi se 135 metra iznad morske razine.